# Mlýn Rutice
Mlýn Rutice (Špačkův) je bývalý vodní mlýn v Praze 5, který stojí na Radotínském potoce. Původně patřil do katastru obce Kosoř.

## Historie
Vodní mlýn je zmíněn roku 1860 při prodeji Františku Špačkovi, který za něj zaplatil 7.400 zlatých.
Roku 1926 byl mlýn zasažen povodní, přízemí bylo zatopeno do výše 1 metru a tři dny byl nepřístupný. O rok později se průtrž opakovala a v roce 1940 prošel další povodní.
V roce 1939 byl mlýn uzavřen. Během války v něm Gestapo hledalo doklady příbuzných manželky Soběslava Špačka, kteří byli účastníky odboje. Po válce byl Soběslav Špaček zaměstnancem n.p.Tatra Radotín; roku 1979 zemřel, jeho manželka zemřela roku 1982. 300 let starý mlýn byl prodán k rekreaci a poté přestavěn.

## Popis
Mlýnice byla součástí dispozice domu. Budova je zděná, jednopatrová. Voda vedla k mlýnu náhonem. V roce 1930 měl mlýn jedno kolo na svrchní vodu, hltnost 0,131 m³/s, spád 3,7 metru a výkon 4,2 HP.